# Кодерно (Удине)
Кодерно је насеље у Италији у округу Удине, региону Фурланија-Јулијска крајина.
Према процени из 2011. у насељу је живело 450 становника. Насеље се налази на надморској висини од 83 м.